# Bulla Regia
Bulla Regia era una città romana, situata nel nord della Tunisia, vicino all'attuale città di Jendouba.
È nota per il suo complesso abitativo sotterraneo di età adrianea, inteso come una protezione dal caldo e dagli effetti del sole. Molti dei suoi pavimenti mosaicati si trovano tuttora sul luogo; altri possono essere visti al museo del Bardo, a Tunisi. Presso il sito archeologico è presente un piccolo museo.

## Storia della città
Le origini berbere di Bulla Regia sono probabilmente precedenti al suo periodo punico: sono state ritrovate ceramiche greche di importazione datate alla fine del V secolo a.C.; la città si ritrovò sotto l'egemonia di Cartagine durante il III secolo a.C.; le iscrizioni risalenti a quel periodo rivelano che gli abitanti veneravano Baal Hammon e seppellivano i defunti in urne, caratteri tipici dell'ambiente punico. Un capitello del tempio punico dedicato alla dea Tanit è conservato presso il locale museo.
La città fece parte del territorio conquistato per Roma nel 203 a.C. da Scipione l'Africano, ma nel 156 a.C. divenne capitale della Numidia, regno satellite di Massinissa, il quale "riunì i territori degli avi", secondo un'iscrizione, e conferì alla città il titolo di "Regia"; in seguito, anche suo figlio ebbe residenza nella città. Sotto il regno dei Numidi, un impianto urbanistico a strade ortogonali alla maniera ellenistica venne parzialmente sovrapposto al precedente sistema di vie e insulae dallo schema irregolare.
I romani assunsero il controllo diretto della regione nel 46 a.C., quando Gaio Giulio Cesare organizzò la provincia di Africa Nova. In tale occasione la condotta neutrale della città durante le guerre civili fu premiata e resa città libera. Sotto Adriano, la città fu rifondata come Colonia Aelia Adriana Augusta Bulla Regia, e venne concessa ai cittadini la piena cittadinanza romana.
Bulla Regia decadde lentamente sotto il dominio bizantino. Come in altre città del Tardo Impero, l'aristocrazia locale ebbe la possibilità di aumentare l'estensione delle proprie abitazioni a scapito dello spazio pubblico.
Infine, un terremoto distrusse Bulla Regia, facendo crollare gli edifici all'interno dei piani sotterranei. 
La sabbia ricoprì e protesse i luoghi abbandonati, che vennero dimenticati fino al tempo dei primi scavi, nel 1906. Questi furono in parte accelerati dalla distruzione dell'ingresso monumentale della città romana. Il foro venne scavato nel periodo 1949-52.
Nella Chiesa cattolica Bulla Regia sopravvive come sede titolare, con il titolo di Bullensis Regiorum.

## Monumenti

Planimetria dei monumenti

Il suo piccolo anfiteatro, oggetto di una reprimenda in un sermone di Sant'Agostino di Ippona, ha mantenuto i dettagli architettonici e le gradinate grazie al fatto di essere stato sepolto fino al 1960-61.
Sul foro, circondato da portici, si apriva la basilica del foro, con un'abside sui due lati minori. Come cattedrale possiede un'inusuale fonte battesimale, inserito al centro della parte terminale (occidentale) della navata.
Nella particolare architettura di abitazione sviluppata nella città, un edificio a livello del terreno, esposto al tiepido sole invernale, risiedeva su un livello sotterraneo, sviluppato attorno ad un atrio a due piani. Recipienti di terracotta dal fondo aperto erano situati nelle volte, in modo che l'acqua spruzzata sul pavimento, oltre a rendere vividi i colori dei mosaici, evaporasse rinfrescando l'ambiente.
Nella Casa della Caccia, a forma di basilica con abside su un lato, un transetto e alcuni spazi collegati si aprivano su quella che in una chiesa sarebbe la navata: questa architettura è stata definita come un esempio di congiunzione fra architettura pubblica e domus della classe dirigente del IV secolo. Questi spazi sarebbero presto stati cristianizzati come chiese e cattedrali. La Casa del Pescatore venne ristrutturata in modo da collegare due insulae separate, trasformando un passaggio in un vicolo cieco.
Le abitazioni conservano mosaici con colori raffinati e accurata resa delle ombre e delle forme a tutto tondo. Il mosaico di Anfitrite con aureola (nella Casa di Anfitrite) viene spesso portato ad esempio. La Casa del Pescatore venne ristrutturata in modo da collegare due insulae separate, trasformando un passaggio in un vicolo cieco.